# Paso Picton
Paso Picton är ett sund i Chile. Det ligger i Región de Magallanes y de la Antártica Chilena, i den södra delen av landet, 2 400 km söder om huvudstaden Santiago de Chile.